# Žig
 Ovo je glavno značenje pojma Žig. Za druga značenja pogledajte Žig (razdvojba).
Žig (engl. trademark ili trade-mark)  zaštićeni je znak ili simbol, koji koristi pojedinac, poslovna organizacija ili neki drugi entitet s ciljem jedinstvene identifikacije svojih proizvoda i usluga, da ih kupci mogu lako prepoznati.
Registrirani zaštitni znak je intelektualno vlasništvo i može se sastojati od imena, riječi, fraze, simbola, slike ili kombinacije tih elemenata. Vlasnik ima pravo na odštetu u slučaju zloporabe.
Simbol ™ koristi se, kada postaje prava u odnosu na proizvod, ali nije službeno registrirano, a simbol ® koristi se, kada je registrirano.

## Vanjske poveznice
- Hrvoje Mihajlić Marka, robna marka, trgovačka marka i brand pojmovi su koji imaju svoje sličnosti, ali i vrlo bitne različitosti